# La Aurora, Cotaxtla
La Aurora är en ort i Mexiko.   Den ligger i kommunen Cotaxtla och delstaten Veracruz, i den sydöstra delen av landet, 290 km öster om huvudstaden Mexico City. La Aurora ligger 91 meter över havet och antalet invånare är 140.
Terrängen runt La Aurora är platt, och sluttar österut. Runt La Aurora är det ganska glesbefolkat, med 39 invånare per kvadratkilometer. Närmaste större samhälle är Soledad de Doblado, 19,3 km norr om La Aurora. Omgivningarna runt La Aurora är en mosaik av jordbruksmark och naturlig växtlighet.